# Chondria truncata
Chondria truncata es una especie de coleóptero de la familia Endomychidae.

## Distribución geográfica
Habita en Irian Jaya (Indonesia).